# 5406-os mellékút (Magyarország)
Az 5406-os mellékút egy bő 8 kilométeres hosszúságú, négy számjegyű mellékút Bács-Kiskun vármegye területén; Tázlártól húzódik Kiskunhalas északi határszéléig.

## Nyomvonala
Tázlár központjának nyugati részén ágazik ki az 5405-ös útból, annak a 10+150-es kilométerszelvénye táján, dél felé, Rákóczi utca néven. Bő 600 méter után kilép a belterületről, és hamarosan délnyugati irányba fordul. 3,7 kilométer után elhalad Tázlár, Pirtó és Kiskunhalas hármashatára mellett, onnét e két utóbbi határvonalát követi. Így keresztezi a Budapest–Kelebia-vasútvonal vágányait is, mintegy 7,8 kilométer után, nyílt vonali szakaszon (pontosabban Pirtó vasútállomás térségétől néhány száz méterre délre), és véget is így ér, mindkét település lakott részeitől több kilométernyi távolságra, beletorkollva az 53-es főútba, annak a 48+550-es kilométerszelvénye közelében.
Teljes hossza, az országos közutak térképes nyilvántartását szolgáló kira.gov.hu adatbázisa szerint 8,060 kilométer.

## Települések az út mentén
- Tázlár
- (Pirtó)
- (Kiskunhalas)